# 神戸トヨペット
神戸トヨペット株式会社（こうべトヨペット）は、兵庫県神戸市兵庫区に本社を置くトヨタ自動車のディーラー（トヨペット店）である。

## 概要
瀧川儀作が経営していたマッチ工場で使う機械を製造したり修繕するカネキ製機所を起源とする。このカネキ製機所が、1927年ゼネラルモーターズが大阪に工場を作った時にカネキ自動車商店というシボレーのディーラーとなる形で発足した。戦前に瀧川儀作が青島市、済南市、上海市などでもマッチ工場を経営していた時に、カネキ商店はここらにも出張所を構えて中古車を販売していた。後にトヨタ自動車のディーラーとなってからもカネキ商店として経営を続けていた。1956年トヨタ自動車が兵庫トヨタ自動車にもう一件販売店を持つように言った際に、カネキ商店が神戸トヨペットに商号変更する形で神戸トヨペットが生まれた。
2003年第27回全国トヨペット店サービス技術コンクール入賞。2007年第28回全国トヨペット店サービス技術コンクール（故障診断の部）入賞。2009年第29回全国トヨペット店サービス技術コンクールペイント競技優勝、ボデー競技準優勝。
神戸マラソンでの大会サポートカーは、神戸トヨペットが提供している。
他の「神戸」が付くトヨタのディーラー（ネッツ神戸・ゾナ神戸・カローラ神戸）は神戸市や阪神間のみを営業エリアとしているが、神戸トヨペットは兵庫県全域が営業エリアである（他メーカーのディーラーでは、神戸マツダも社名に「神戸」が付いているが兵庫県全域で営業している）。

## 不祥事
2024年8月9日、封印取付け業務について、使用済み封印の再利用をしていたとして国土交通省神戸運輸監理部・大阪運輸支局・京都運輸支局より6ヶ月間の封印取付けの委託停止となった。委託停止期間中は、行政書士による封印取付けの協力を頂き対応するとしている。

## 関連会社
- 鳥取トヨペット
- ネッツトヨタ神戸
- ネッツトヨタ兵庫
- トヨタレンタリース神戸